# Kelly Clarkson
Kelly Brianne, mer känd som Kelly Clarkson, född 24 april 1982 i Fort Worth, Texas, är en amerikansk sångerska och låtskrivare som vann första säsongen av TV-programmet American Idol (2002).
Kelly Clarksons första singel, med vilken hon vann Idol, heter A Moment Like This. Låten Since U Been Gone från skivan Breakaway blev under 2005 grammy-nominerad i kategorierna Best Female Vocal Performance och Best Pop Vocal Album. Hon fick sin största framgång med låten Because Of You. Kelly är sedan den 20 oktober 2013 gift med Brandon Blackstock. De gifte sig på Blackberry Farm i Walland, Tennessee efter att ha varit förlovade sedan december 2012. Hon bytte i samband med giftermålet efternamn till Blackstock. Paret fick sitt första gemensamma barn, en dotter River Rose, 12 juni 2014 och sitt andra gemensamma barn en son Remington Alexander, 12 april 2016.

## Biografi
År 2001 flyttade Kelly till Kalifornien där hon fick jobb som bakgrundssångerska. Hon och en kamrat bodde först i ett hus tillsammans med några andra personer tills de kunde skaffa ett eget ställe. Men samma dag som de flyttade in i sin lägenhet brann huset ner och hon förlorade allt. Hon bodde i bilen några dagar så hon kunde spara ihop tillräckligt med pengar för att köra tillbaka till Texas.
Hon hade tidigare varit fokuserad på skolarbetet, med höga betyg i alla ämnen, men hon kom att känna att det inte var till någon nytta. Kelly arbetade som servitris på tre olika kaféer för att försörja sig. Kelly hade tidigare varit med i skolkören, men det var hennes musiklärares förtjänst.
I samma veva hade amerikansk TV beslutat att köpa den brittiska versionen av Idol-programmet. Kelly vann American Idol 2002 med hitlåten "A Moment Like This", som finns med på albumet Thankful. Två år senare släpptes ett album, Breakaway som bland annat innehåller hitsinglarna "Breakaway", "Behind These Hazel Eyes" och "Because of You". 2007 släpptes albumet My December, som innehåller bland annat "Sober", "Haunted" och "Never Again". År 2009 kom hennes fjärde studioalbum All I Ever Wanted. Första singeln från skivan är "My Life Would Suck Without You" och den har slagit rekord som största kliv någonsin på Billboardlistan, från 97:de till 1:a plats. Kelly Clarkson kommer bli den första programledaren (tillsammans med artisten Snoop Dogg) att leda den nya tävlingen American Song Contest.

## Diskografi

### Album
| År   | Titel             |
| ---- | ----------------- |
| 2003 | Thankful          |
| 2004 | Breakaway         |
| 2007 | My December       |
| 2009 | All I Ever Wanted |
| 2011 | Stronger          |
| 2013 | Wrapped In Red    |
| 2015 | Piece By Piece    |
| 2017 | Meaning Of Life   |

### Samlingsalbum
| År   | Titel                     |
| ---- | ------------------------- |
| 2012 | Greatest Hits - Chapter 1 |

### Singlar
| År   | Singel                                    | Album                                           |
| ---- | ----------------------------------------- | ----------------------------------------------- |
| 2002 | "A Moment Like This" / "Before Your Love" | Thankful                                        |
| 2003 | "Miss Independent"                        | Thankful                                        |
| 2003 | "Low"                                     | Thankful                                        |
| 2004 | "The Trouble with Love Is"                | Thankful                                        |
| 2004 | "Breakaway"                               | Breakaway                                       |
| 2004 | "Since U Been Gone"                       | Breakaway                                       |
| 2005 | "Behind These Hazel Eyes"                 | Breakaway                                       |
| 2005 | "Because Of You"                          | Breakaway                                       |
| 2006 | "Walk Away"                               | Breakaway                                       |
| 2007 | "Never Again"                             | My December                                     |
| 2007 | "Sober"                                   | My December                                     |
| 2007 | "Don't Waste Your Time"                   | My December                                     |
| 2007 | "One Minute"                              | My December                                     |
| 2009 | "My Life Would Suck Without You"          | All I Ever Wanted                               |
| 2009 | "I Do Not Hook Up"                        | All I Ever Wanted                               |
| 2009 | "Already Gone"                            | All I Ever Wanted                               |
| 2010 | "All I Ever Wanted"                       | All I Ever Wanted                               |
| 2010 | "Don't You Wanna Stay" med Jason Aldean   | My Kinda Party, Stronger (Deluxe Edition)       |
| 2011 | "Mr. Know It All"                         | Stronger                                        |
| 2011 | "I'll Be Home For Christmas"              | iTunes Session, Wrapped In Red (Deluxe Edition) |
| 2012 | "What Doesn't Kill You (Stronger)"        | Stronger                                        |
| 2012 | "Dark Side"                               | Stronger                                        |
| 2012 | "Catch My Breath"                         | Greatest Hits - Chapter 1                       |
| 2012 | "Don't Rush" med Vince Gill               | Greatest Hits - Chapter 1                       |
| 2013 | "People Like Us"                          | Greatest Hits - Chapter 1                       |
| 2013 | "Tie It Up"                               | inget album                                     |
| 2013 | "Underneath The Tree"                     | Wrapped In Red                                  |
| 2014 | "Wrapped In Red"                          | Wrapped In Red                                  |
| 2015 | "Heartbeat Song"                          | Piece By Piece                                  |
| 2015 | "Invincible"                              | Piece By Piece                                  |
| 2015 | "Piece By Piece"                          | Piece By Piece                                  |
| 2017 | "Love So Soft"                            | Meaning Of Life                                 |
| 2017 | "Move You"                                | Meaning Of Life                                 |

## Övrigt
- Clarksons namn har blivit nämnt i två låtar: Jonas Brothers' cover av Busteds "Year 3000", och i en remix av "You Know I'm No Good" av Amy Winehouse feat. Ghostface Killah.
- I filmen The 40 Year-Old Virgin, från 2005, skriker Steve Carell rollfigur "Aaaahh! Kelly Clarkson!" när alla andra svordomar tagit slut, efter att ha fått sitt bröst vaxat.[2]
- Clarkson framförde "What Hurts the Most" tillsammans med Rascal Flatts på 2006 års ACM Awards. Hon sjöng även "Because of You" i en duett med Reba McEntire, 2007. Det här är hennes andra framförande på en Country Music Awards show, fastän hon tillhör pop/rock genren.
- År 2007 framförde Clarkson Patty Griffins "Up to the Mountain (MLK Song)" på Idol Gives Back. Efteråt fick hon stående ovationer.